# Irene Piotrowski
Irene Piotrowski, född 9 juli 1941, död 13 augusti 2020, var en friidrottare från Kanada. Hon deltog vid olympiska sommarspelen 1964 och olympiska sommarspelen 1968.